# 815
815 (DCCCXV) je bilo navadno leto, ki se je po julijanskem koledarju začelo na ponedeljek.

## Dogodki
- 1. januar

## Rojstva
- Janez Skot Eriugena, irski teolog in filozof († 877)
- Teodora II., bizantinska regentka in cesarica  († 867)